# リュウキュウサギソウ
リュウキュウサギソウ （琉球鷺草、学名: Habenaria longitentaculata Hayata） は、ラン科ミズトンボ属の多年草。別名のナメラサギソウ（滑ら鷺草）は植物体が無毛でなめらかなこと。また、イトヒキサギソウ（糸引鷺草）とも呼ばれるが、この名称は台湾産の裂弁玉鳳蘭（Habenaria polytricha Rolfe）の和名として使われる場合がある。両種は形態的に明確な差異が認められるが、文献上では学名や分布域も含めて混同がみられる。フィリピン、タイ、ベトナムなどにも類似種が分布するが、これらが同種であるか否か類縁関係は十分に研究されていない。

## 特徴
奄美大島から台湾にかけて、常緑広葉樹林のやや湿った林床に地生する。地下に紡錘形の球根があり、その上端から茎が伸び草丈は50-60 cm前後。広披針形の葉が5 - 7枚、茎の中ほどに集まって着く。花序は葉が集まっている部分から上に伸び上がり、晩夏から秋にかけて多数の淡緑花が総状に咲く。側花弁と唇弁は糸状に伸び、前者は基部まで深く二裂、後者は三裂して広がり特異な形状となる。

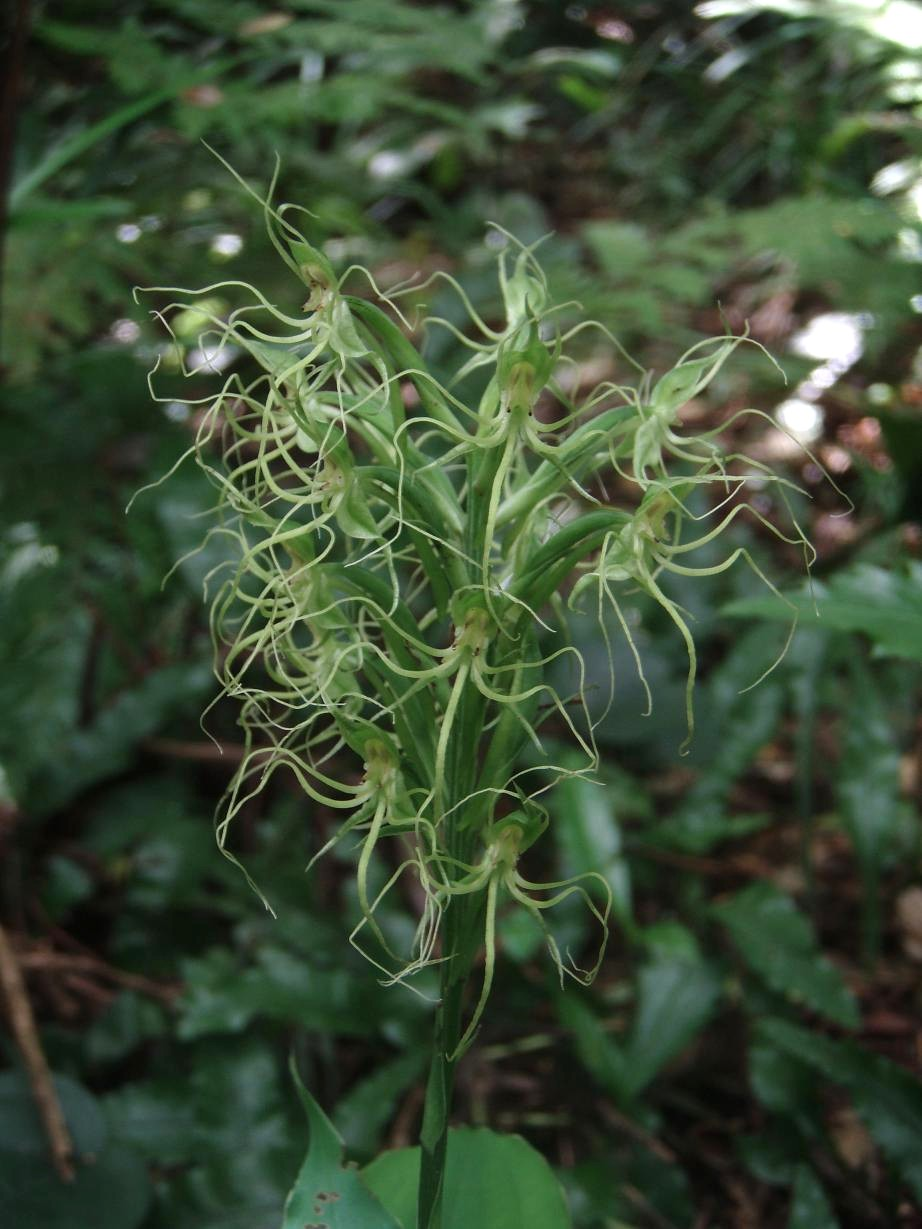
花序

日本本土のミズトンボ属と異なり常緑性で、翌年の新芽が伸び出した後もしばらく旧葉が残る場合がある。そのため新旧の2本立ちが栄養繁殖した2株と勘違いされることがある。

## 栽培
亜熱帯地域が分布域だが、自生地は渓流沿い、あるいは山地の冷涼な場所であり高温を嫌う。夏期に熱帯夜が続く地域では、冷房温室など特殊な設備が無ければ安定した長期栽培は難しい。
一方で低温にも弱い。一年のほとんどの期間、どこかの部位がゆっくりと生長を続けている常緑植物であり、夏が短い地域では冬だけでなく、秋や春にも自然気温以上に加温しつづけなければ生育不良になる。日本国内の市街地という条件内であれば、本種の栽培好適地と言える地域は存在しない。
温度条件だけではなく、湿度や通風に関しても好適範囲が狭い。湿度が低下すると葉枯れを生じやすく、多湿・通風不良になれば腐敗する。また栄養繁殖しにくく、通常は新球根が一つしかできないため同一個体の長期維持が本質的に困難である。栽培下で維持していくとすれば、種子による予備個体の生産を必要とする。
しかしながら温暖地の常温栽培では高温障害のため落蕾したり、開花しても花型が乱れて観賞価値が著しく低下し、花粉塊が萎縮・黒変して種子ができない。寒冷地では逆に低温障害のため、健全な種子を得ることが難しい。
現在のところ、野生採集個体を一時的に所持している例は散見されるが、栽培下で継続して維持増殖に成功している事例は報告されていない。

## 人工増殖
充実した種子が得られれば、無菌播種により容易に発芽する。
完熟種子でも、温帯産のランのような発芽抑制現象は認められないので、休眠打破処理の必要はない。種子は薬品消毒すると死滅するという文献もあるが、短時間で処理を終了すれば滅菌消毒は可能。
サギソウ等の培養に使用される標準濃度の ハイポネックス培地、北方系地生蘭の培養に使用されるMalmgren培地、あるいは有機物を含まない単純な培地は培養に不適当で、播種しても発芽しないか、発芽してもほとんどの苗が褐変枯死する。
3分の1濃度の希釈ハイポネックス培地にジャガイモ、酵母粉末、ニコチン酸を添加した有機培地では安定した育成が可能となるが、具体的な必須栄養素、最適配合比および最適濃度は確定されていない。
発芽した実生は葉を展開することなく地下部のみが肥大生長し、一定の大きさになってからはじめて新芽を形成する場合がある。培養容器から出せる大きさまで育てると培養瓶1本に1株しか入らない。長期にわたって冷暖房を使用する必要もあるため、増殖コストが一般のランに比べて著しく高い。技術的には人工増殖も可能だが、営利目的で種苗生産される可能性はゼロに近いと考察されている。

## 保護上の位置づけ
絶滅危惧IB類 (EN)（環境省レッドリスト）
環境省レッドデータブック2025の記載はHabenaria pantlingianaで掲載されている。

## 近縁種
テツオサギソウ（ナガバサギソウ）（H. stenopetala Lindl.）
八重山諸島からフィリピン、タイ、インドに分布。草姿はリュウキュウサギソウに類似しているが花弁が糸状にならない。